# 1986-os Sanremói dalfesztivál
Az 1986-os Sanremói dalfesztivál, hivatalos nevén: 36. Sanremói Fesztivál (36. Festival di Sanremo) 1986. február 13. és 15-e közt került megrendezésre Sanremóban, az Ariston Színházban.

## Verseny
A fesztivál műsorvezetője Loretta Goggi volt, akinek műsorvezetőtársai Anna Pettinelli, Mauro Micheloni és Sergio Mancinelli voltak. A dalok közti szünetekben A "Trio" Massimo Lopez, Anna Marchesini és Tullio Solenghi humoristák szórakoztatták a nézőket.
Loretta volt ezzel a fesztivál történetének első női vezető műsorvezetője, aki egyben a fesztivál ez évi főcímdalát az Io nasceró (Meg fogok születni) című dalt is ő énekelte.
Ebben az évben sem volt zenekari kíséret a dalokhoz, hanem az énekesek előre felvett zenei alapokra énekeltek.
A "Nagy" kategória győztese Eros Ramazzotti (aki 1984-ben az "Új felfedezettek" kategóriát nyerte meg) lett az Adesso tu dalával. Az "Új Felfedezettek" kategóriában Lena Bioclati énekesnő győzött Grande grande amore dalával.
A versenyben több botrány is volt: Donatella Rettore piszkálta Marcella Bella énekesnőt, emiatt élő adásban összevesztek egymással, a kulisszák mögött pedig Loredana Bertèvel; Loredana Bertè a fellépő ruhájába álhasat rakott, amivel terhességet szimbolizált. Anna Oxa fellépőruhaként egy olyan kapucnis felsőt hordott, ami csak a melleit takarta ki és a köldöke kilátszott, ami a konzervatív ízlésű fesztiválon kisebb botrányt keltett.

## Versenyzők és eredmények

### "Nagyok"
| "Nagy" Kategória versenyzői                                                                                 | "Nagy" Kategória versenyzői | "Nagy" Kategória versenyzői |
| Dal, fellépő előadó(k) és szerző(k)                                                                         | Helyezés                    | Megjegyzések                |
| --- | --------------------------- | --------------------------- |
| "Adesso tu" - Eros Ramazzotti (Eros Ramazzotti, Piero Cassano, Adelio Cogliati)                             | 1                           | - Nagyok győztese           |
| "Il clarinetto" - Renzo Arbore (Claudio Mattone, Renzo Arbore)                                              | 2                           |                             |
| "Senza un briciolo di testa" - Marcella Bella (Gianni Bella, Mogol, Geoff Westley)                          | 3                           |                             |
| "Azzurra malinconia" - Toto Cutugno (Toto Cutugno)                                                          | 4                           |                             |
| "È tutto un attimo" - Anna Oxa (Adelio Cogliati, Franco Ciani, Mario Lavezzi, Umberto Smaila)               | 5                           |                             |
| "Futuro" - Orietta Berti (Umberto Balsamo, Lorenzo Raggi)                                                   | 6                           |                             |
| "Vai" - Nino D'Angelo (Nino D'Angelo, Antonio Annona)                                                       | 7                           |                             |
| "Cantare" - Fred Bongusto (Sergio Iodice, Fred Bongusto, Mimmo Di Francia)                                  | 8                           |                             |
| "Re" - Loredana Bertè (Armando Mango, Giuseppe Mango)                                                       | 9                           |                             |
| "Fatti miei" - Fiordaliso (Zucchero Fornaciari, Enzo Malepasso, Luigi Albertelli)                           | 10                          |                             |
| "Uno sull'altro" - Marco Armani (Pietro Armenise, Marco Armani)                                             | 11                          |                             |
| "Canzone italiana" - Sergio Endrigo (Claudio Mattone, Sergio Endrigo)                                       | 12                          |                             |
| "Amore stella" - Donatella Rettore (Guido Morra, Maurizio Fabrizio)                                         | 13                          |                             |
| "Lei verrà" - Mango (Giuseppe Mango, Alberto Salerno)                                                       | 14                          |                             |
| "Innamoratissimo" - Righeira (Stefano Rota, Stefano Righi, La Bionda, Sergio Conforti, Cristiano Minellono) | 15                          |                             |
| "No East, No West" - Scialpi (Franco Migliacci, Giovanni Scialpi, Thoty)                                    | 16                          |                             |
| "Rien ne va plus" - Enrico Ruggeri (Enrico Ruggeri)                                                         | 17                          | - Kritikusok Díja győztese  |
| "Via Margutta" - Luca Barbarossa (Luca Barbarossa)                                                          | 18                          |                             |
| "Verso il 2000" - Flavia Fortunato (Antonello de Sanctis, Alberto Cheli, Elio Palumbo)                      | 19                          |                             |
| "Brividi" - Rossana Casale (Guido Morra, Maurizio Fabrizio)                                                 | 20                          |                             |
| "Canzone triste (Canzone d'amore)" - Zucchero (Zucchero Fornaciari)                                         | 21                          |                             |
| "Canzoni alla radio" - Stadio (Luca Carboni, Gaetano Curreri, Ricky Portera)                                | 22                          |                             |

### "Új felfedezettek"
| Új felfedezettek kategória versenyzői                                                              | Új felfedezettek kategória versenyzői | Új felfedezettek kategória versenyzői |
| Dal, fellépő előadó(k) és szerző(k)                                                                | Helyezés                              | Megjegyzések                          |
| -------------------------------------------------------------------------------------------------- | ------------------------------------- | ------------------------------------- |
| "Grande grande amore" - Lena Biolcati (Stefano D'Orazio, Maurizio Fabrizio)                        | 1                                     | - Új felfedezettek győztese           |
| "La nave va" - Aleandro Baldi (Aleandro Baldi)                                                     | 2                                     |                                       |
| "E le rondini sfioravano il grano" - Giampiero Artegiani (Giampiero Artegiani, Marcello Marrocchi) | 3                                     |                                       |
| "E camminiamo" - Lanfranco Carnacina (Piero Calabrese, Francesco Ventura, Lanfranco Carnacina)     | 4                                     |                                       |
| "Ipnotica" - Meccano (Elio Aldrighetti, Walter Bassani)                                            | 5                                     |                                       |
| "Ma non finisce mica qui" - Francesco Hertz (Guido Morra, Maurizio Fabrizio)                       | 6                                     |                                       |
| "Come una guerra" - Chiari e Forti (Cheope, Ottavio Angelillo)                                     | 7                                     |                                       |
| "Azzurra anima" - Nova Schola Cantorum (Lucio Macchiarella, Alberto Cheli)                         | Kiesett                               |                                       |
| "Croce del Sud" - Aida Satta Flores (Elio Aldrighetti, Aida Satta Flores, Sergio Cossu)            | Kiesett                               |                                       |
| "L'uomo di ieri" - Paola Turci (Mario Castelnuovo, Gaio Chiocchio)                                 | Kiesett                               |                                       |
| "Nessun dolore" - Anna Bussotti (Alberto Salerno, Pino Mango)                                      | Kiesett                               |                                       |
| "Quando l'unica sei tu" - Ivano Calcagno (Adelio Cogliati, Moreno Ferrara)                         | Kiesett                               |                                       |
| "Ribelle su questa terra" - Miani (Giovanni Miani, Piero Montanari)                                | Kiesett                               |                                       |
| "Scherzi della vita" - Gatto Panceri (Gatto Panceri, Piero Cassano)                                | Kiesett                               |                                       |

## Vendég énekesek
- Russians - Sting
- Fight for ourselves - Spandau Ballet
- Baci al cioccolato - Menudo
- Broken wings (George-Lang-Page) - Mr. Mister
- The Captain of her heart (F.Haug-K.Maloo) - Double
- Appetite - Prefab Sprout
- Suspicious minds - Fine Young Cannibals
- Life's what you make it - Talk Talk
- Stripped - Depeche Mode
- The taste of your tears - King
- Vienna calling - Falco
- Par amor (Raffaele Sonati) - Viki Carr
- Eldorado - Drum Theatre

## Kislemez eladási listák helyezései
| Előadó          | Kislemez neve                                           | Legjobb helyezés | Éves helyezés |
| --------------- | ------------------------------------------------------- | ---------------- | ------------- |
| Eros Ramazzotti | Adesso tu                                               | 1                | 11            |
| Marcella        | Senza un briciolo di testa                              | 3                | 45            |
| Mango           | Lei verrà                                               | 4                | 25            |
| Loretta Goggi   | Io nascerò                                              | 4                | 58            |
| Anna Oxa        | È tutto un attimo                                       | 5                | 57            |
| Righeira        | Innamoratissimo (Tu che fai battere forte il mio cuore) | 6                | 69            |
| Nino D'Angelo   | Vai                                                     | 6                | 83            |
| Toto Cutugno    | Azzurra malinconia                                      | 9                | 93            |
| Scialpi         | No east, no west                                        | 16               | -             |
| Lena Biolcati   | Grande grande amore                                     | 16               | -             |
| Rossana Casale  | Brividi                                                 | 17               | -             |
| Luca Barbarossa | Via Margutta                                            | 18               | -             |

## Fordítás
- Ez a szócikk részben vagy egészben  a   Festival di Sanremo 1986 című olasz Wikipédia-szócikk ezen változatának fordításán alapul.  Az eredeti cikk szerkesztőit annak laptörténete sorolja fel. Ez a jelzés csupán a megfogalmazás eredetét és a szerzői jogokat jelzi, nem szolgál a cikkben szereplő információk forrásmegjelöléseként.
- Ez a szócikk részben vagy egészben  a   Sanremo Music Festival 1986 című angol Wikipédia-szócikk ezen változatának fordításán alapul.  Az eredeti cikk szerkesztőit annak laptörténete sorolja fel. Ez a jelzés csupán a megfogalmazás eredetét és a szerzői jogokat jelzi, nem szolgál a cikkben szereplő információk forrásmegjelöléseként.